# Dawn Shadforth
Dawn Shadforth (* 1973 in Essex, Großbritannien) ist eine britische Regisseurin von Musikvideos und Dokumentarfilmen.
Zu ihren bekanntesten Arbeiten zählen die Musikvideos für Kylie Minogue und Goldfrapp. 

## Musikvideos (Auswahl)
- „Fun for me“ – Moloko (1995)
- „Special“ – Garbage (1998)
- „King For A Day“ – Jamiroquai (1999)
- „Sing It Back“ – Moloko (1999)
- „Bag It Up“ – Geri Halliwell (2000)
- „Spinning Around“ – Kylie Minogue (2000)
- „Living In A Magazine“ – Zoot Woman (2001)
- „Can't Get You Out Of My Head“ – Kylie Minogue (2001)
- „Freak Like Me“ – Sugababes (2002)
- „Weak Become Heroes“ – The Streets (2002)
- „Train“ – Goldfrapp (2003)
- „Who is it? (Carry My Joy)“ – Björk (2004)
- „Chocolate“ – Kylie Minogue (2004)
- „Ooh La La“ – Goldfrapp (2005)
- „The Importance of Being Idle“ – Oasis (2005)
- „Number 1“ – Goldfrapp (2005)
- „2 Hearts“ – Kylie Minogue (2007)
- „Wonderful Life“ – Hurts (2010)
- „Lights“ – Hurts (2015)
- „Wings“ – Hurts (2015)